# Рига (мопед)

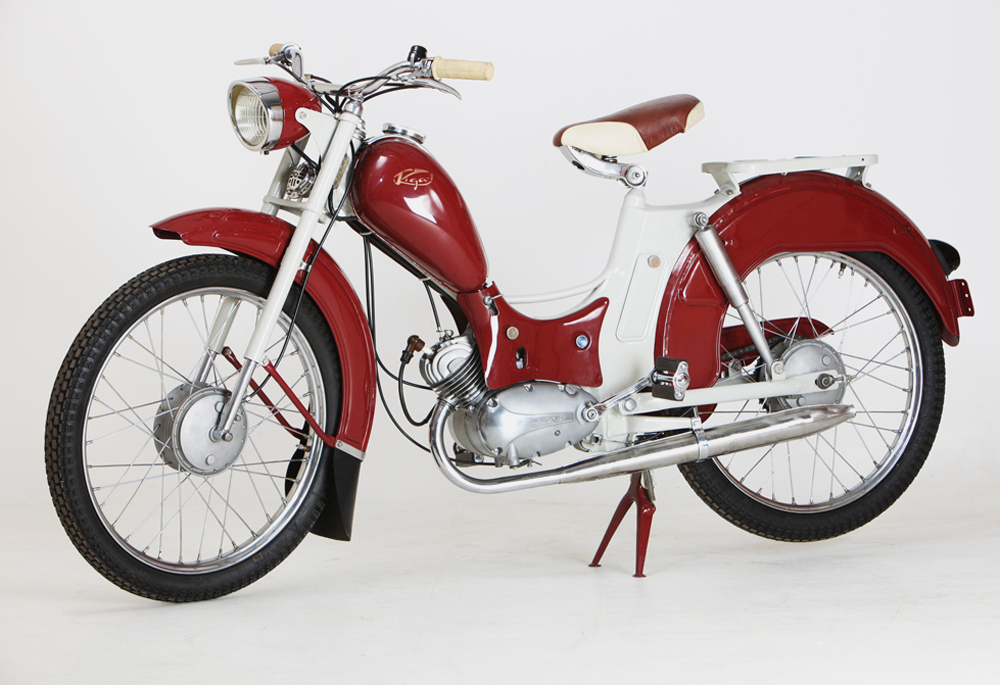
«Рига-1» - перший в СРСР двошвидкістний мопед масового виробництва

«Рига» — марка радянських мопедів і мокіків, що випускалися на Ризькому мотозаводі «Саркана Звайгзне» (латис. «Sarkanā Zvaigzne») в 1958–1998 роках.

## Мопеди

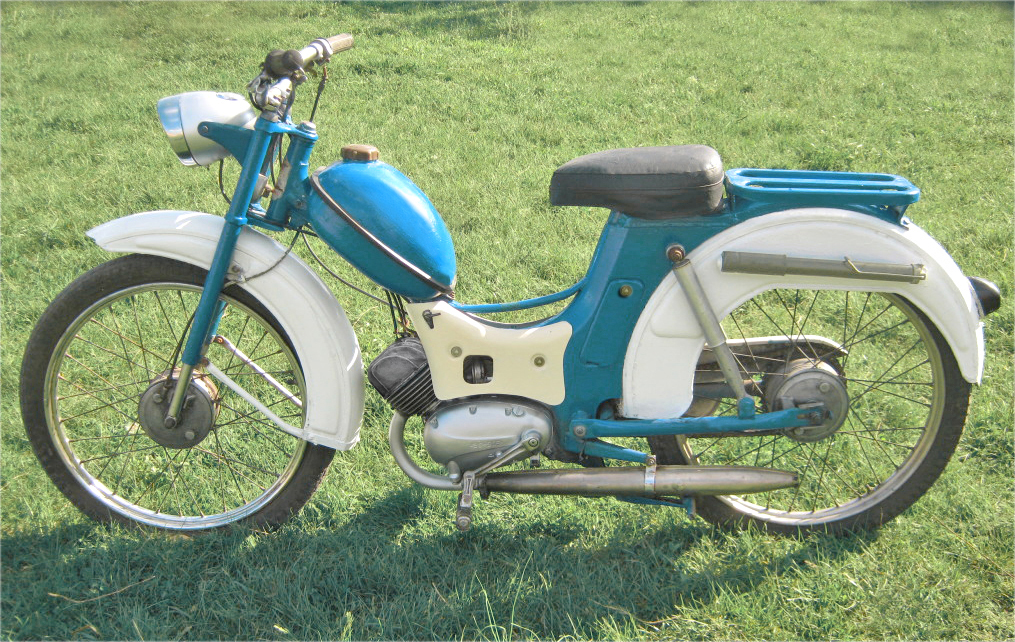
Мопед «Рига-3»,1964 р.

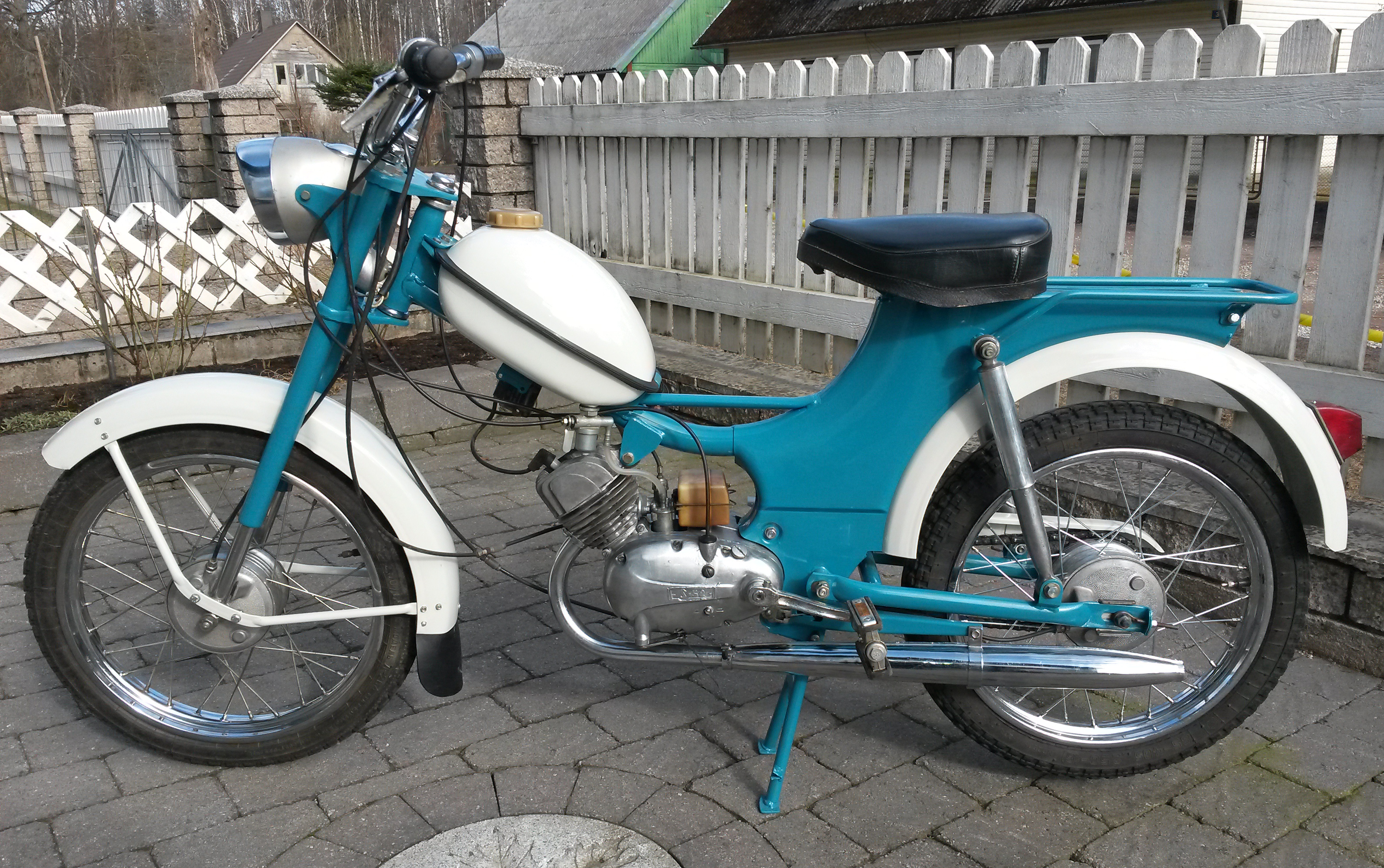
Мопед «Рига-4»

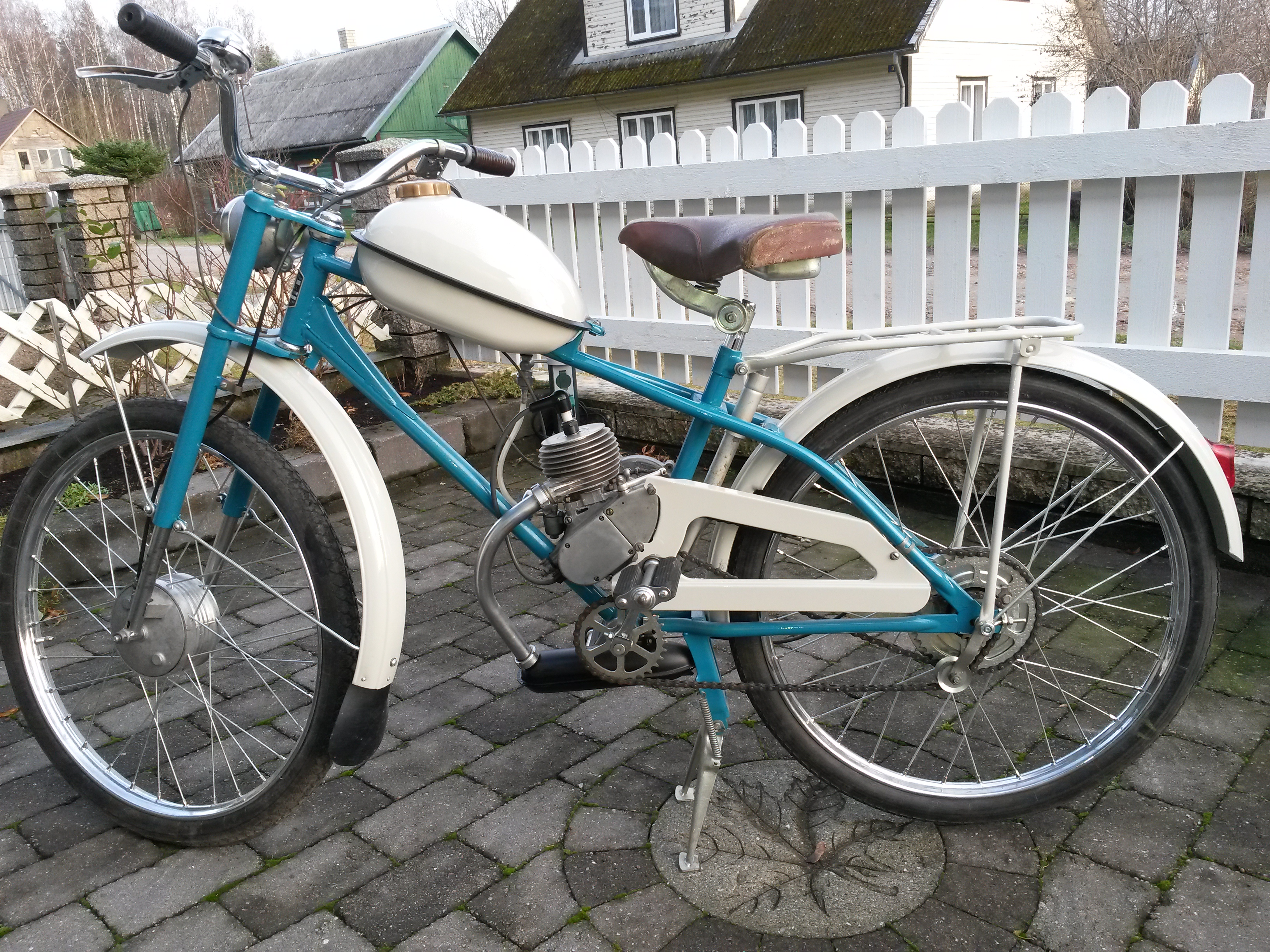
Мопед «Рига-5» модель 1969 року

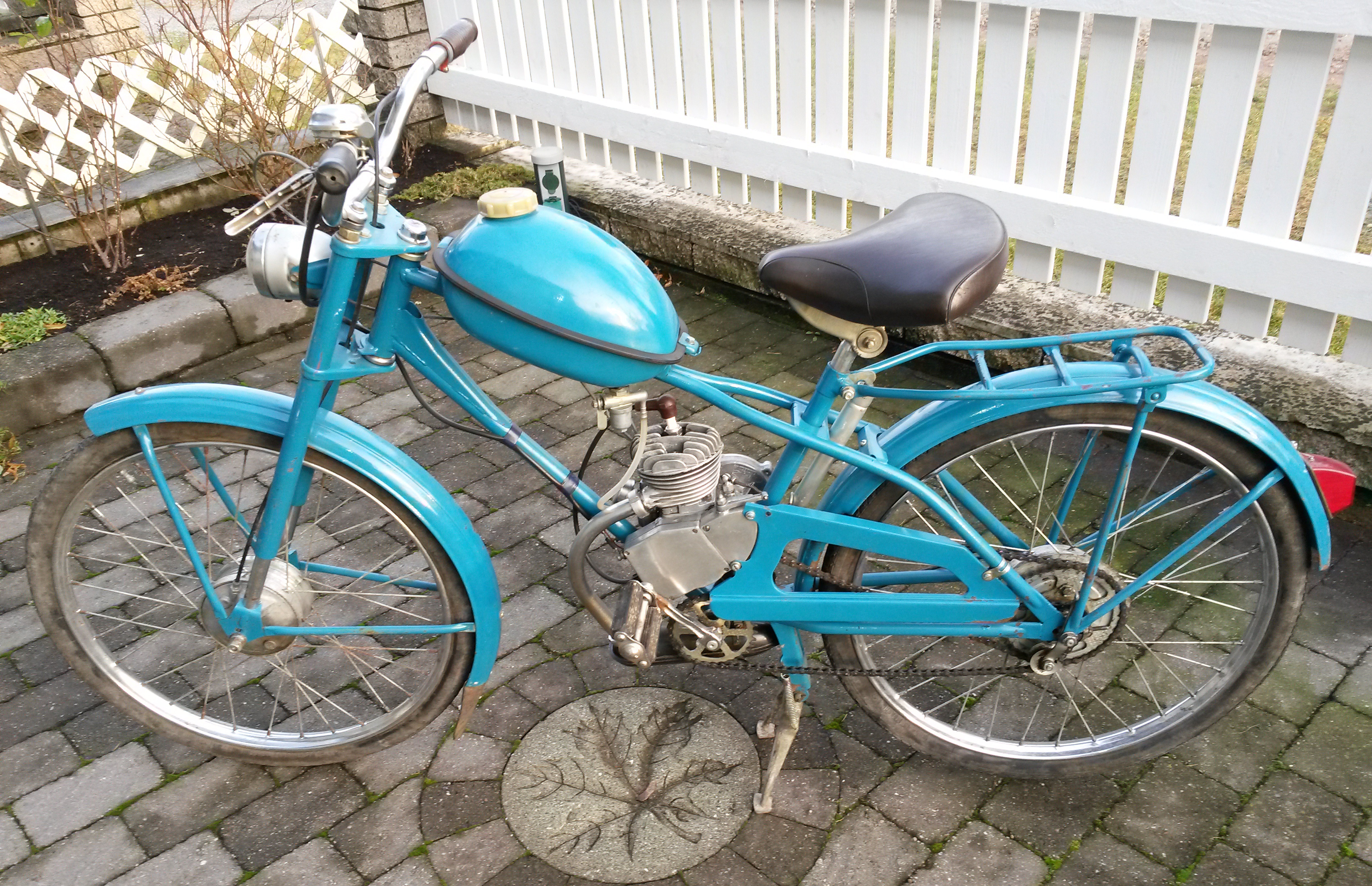
Мопед «Рига-7» модель 1973 року

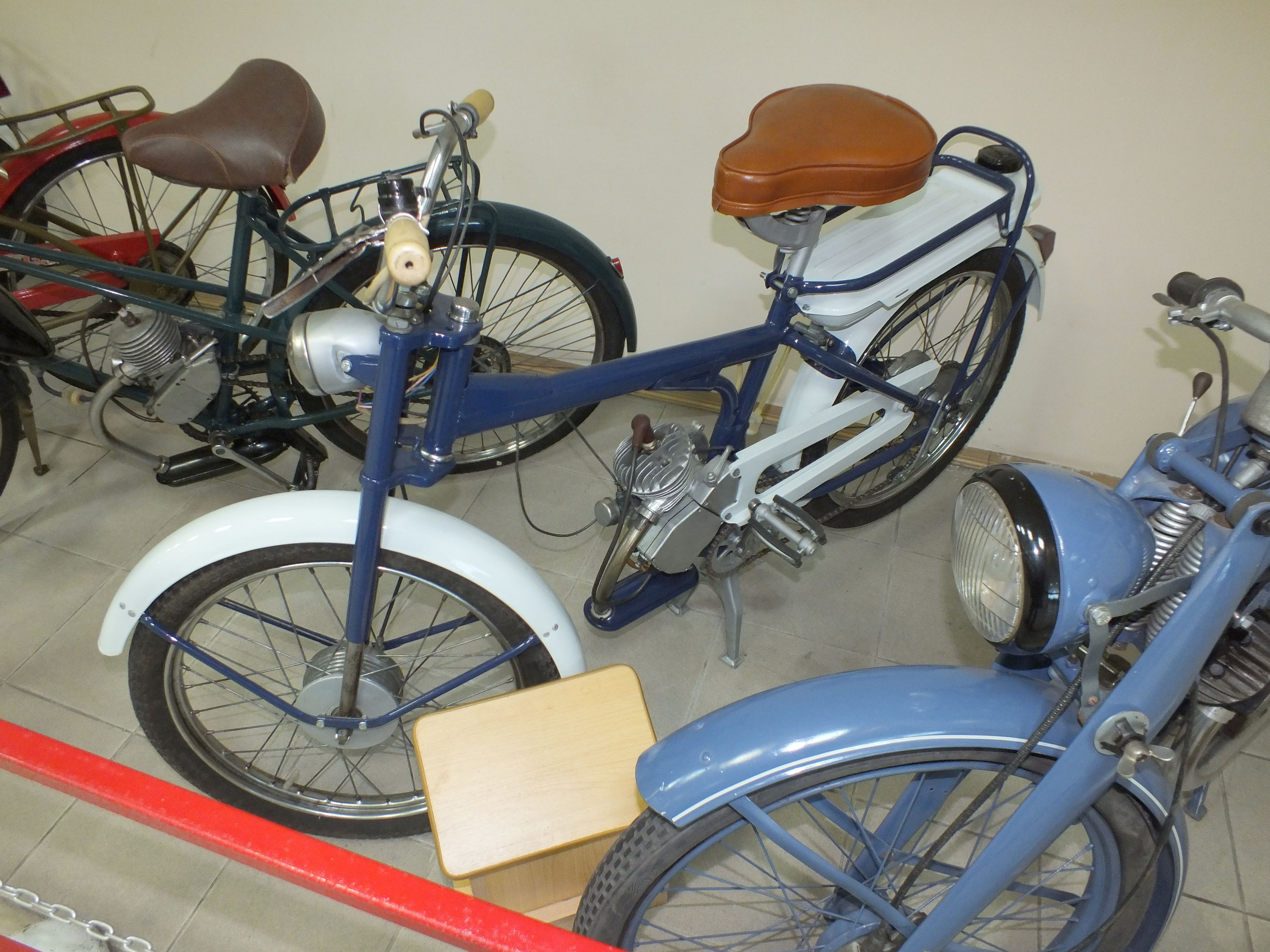
РМЗ-1.411 «Рига-11»

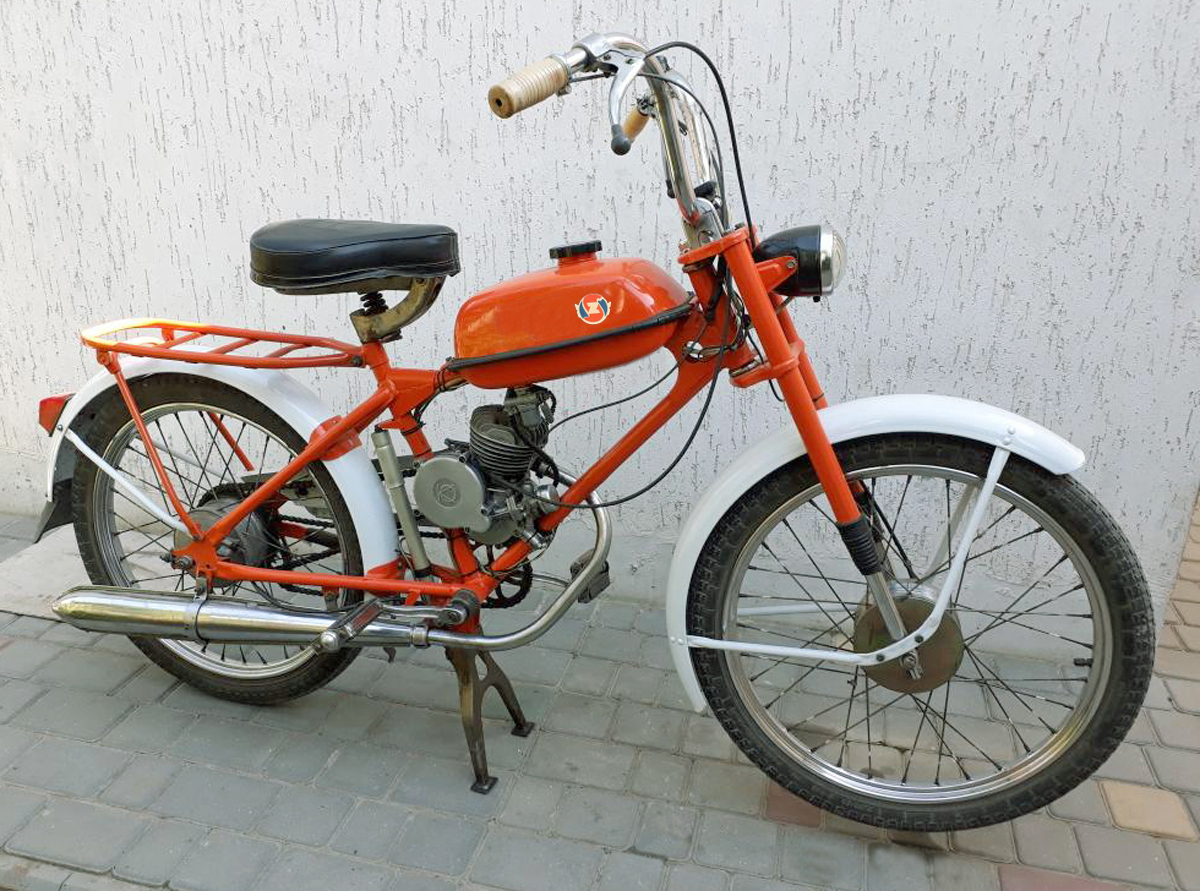
Мопед «Рига-13» (1982-1998)

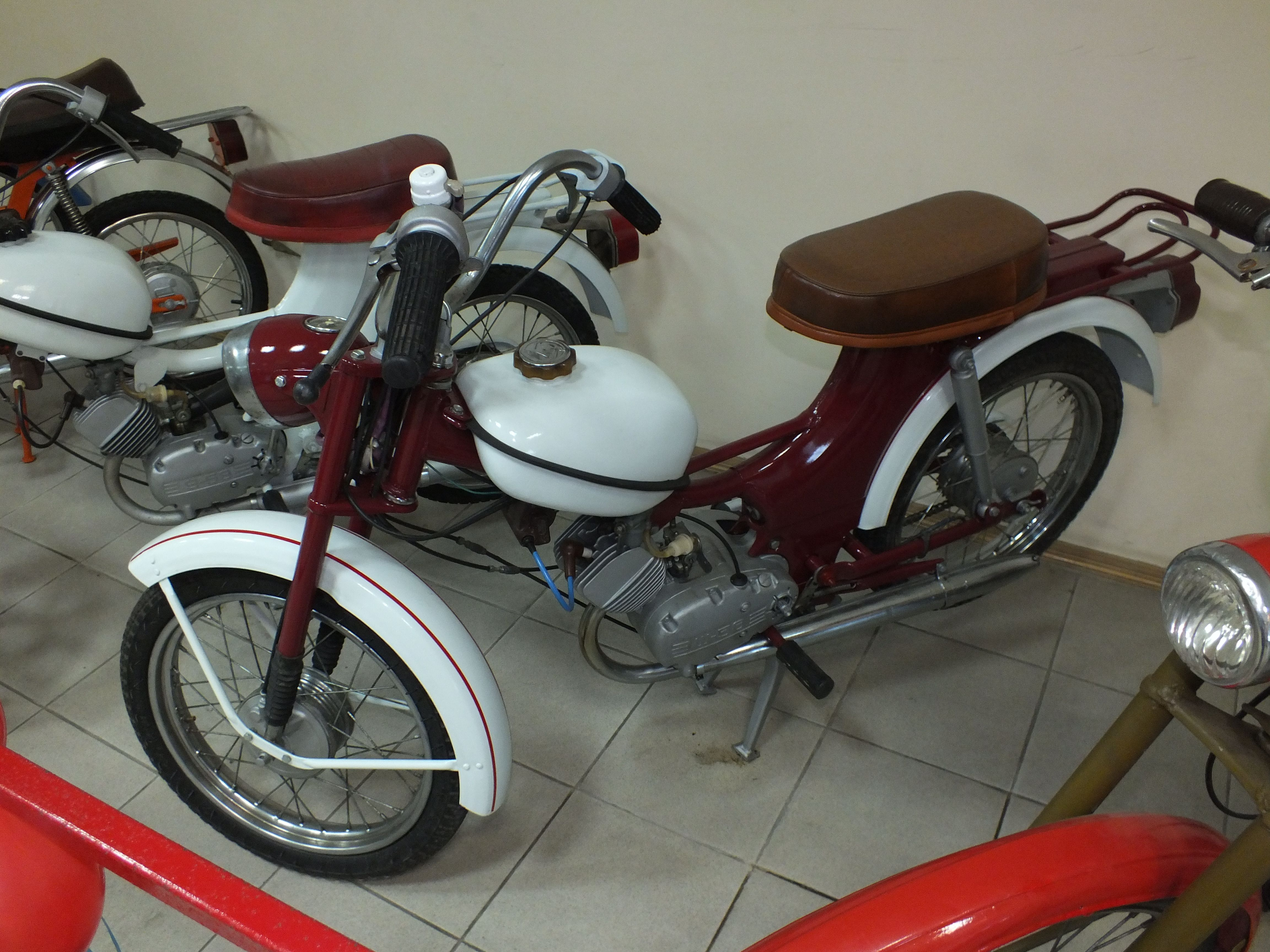
«Рига-16» РМЗ-2.116, перший мокік Ризького заводу

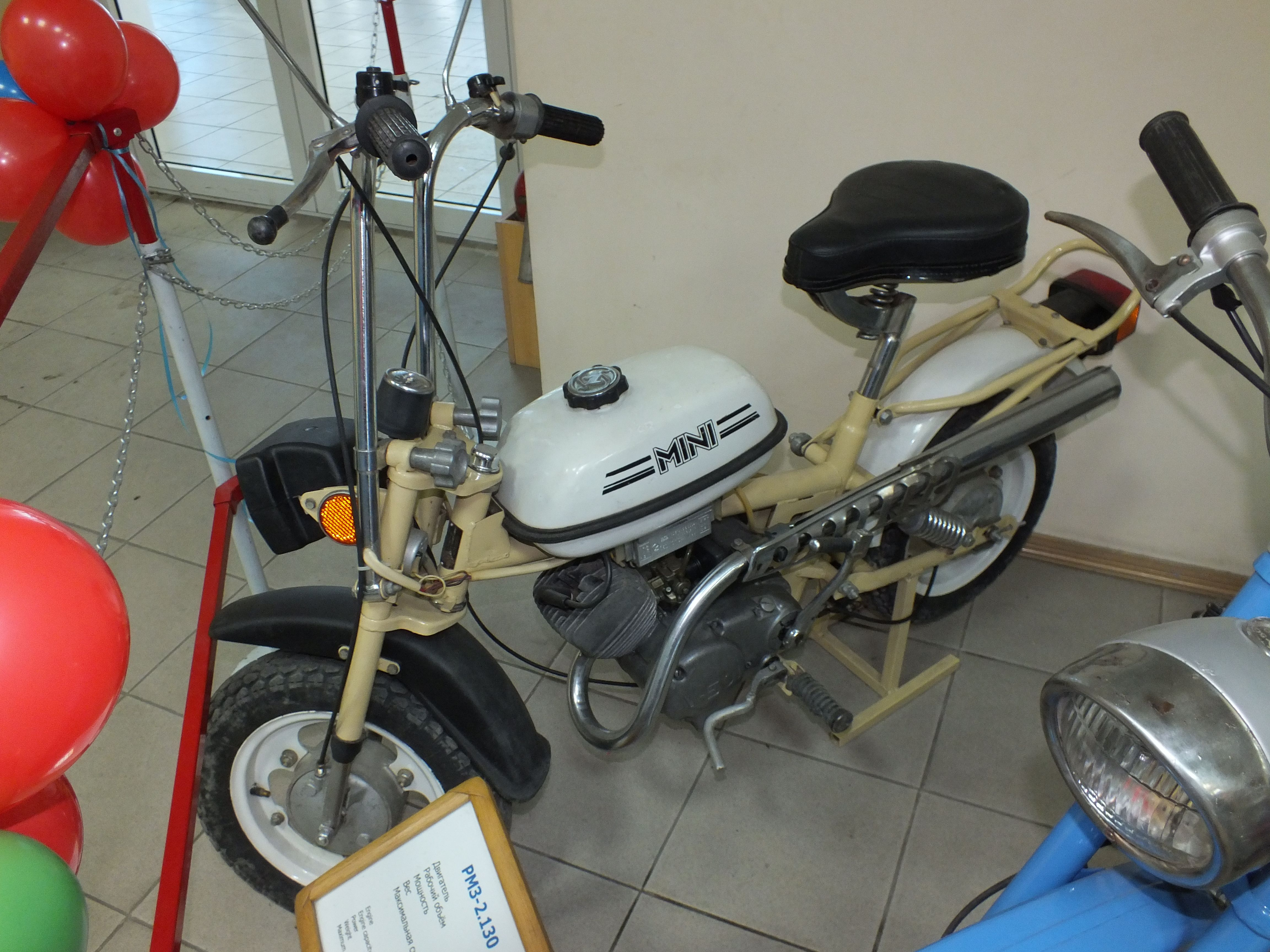
РМЗ-2.130 «Рига-30» «Mini»

- «Рига-1»
- «Гауя» ("Рига-2")
- «Рига-3»
- «Рига-4»
- Р-5 «Рига-5»
- Р-7 «Рига-7»
- РМЗ-1.407 «Рига-7»
- РМЗ-1.411 «Рига-11»
  - РМЗ-1.411-02 «Рига-11»
- РМЗ-1.412 «Рига-12»
- РМЗ-1.413 «Рига-13»
  - РМЗ-1.413-02 «Рига-13»
  - РМЗ-1.413-03 «Рига-13»
  - РМЗ-1.413-04 «Рига-13»
  - РМЗ-1.413-05 «Рига-13»
  - РМЗ-1.413-06 «Рига-13»
- РМЗ-1.415
- РМЗ-2.116 «Рига-16»
  - РМЗ-2.116-01 «Рига-1601»
- РМЗ-2.122 «Рига-22»
  - РМЗ-2.122-01 «Рига-22»
- РМЗ-2.124 «Рига-24» «Дельта»
  - РМЗ-2.124-01  «Рига-24» «Дельта»
- РМЗ-2.126 «Рига-26» «Mini»
- РМЗ-2.130 «Рига-30» «Mini»
  - РМЗ-2.130-01 «Рига-30» «Mini»
- РМЗ-2.134 «Stella»
- РМЗ-2.136 «Stella»
  - РМЗ-2.136-01 «Stella»
  - РМЗ-2.136-02 «Stella»
  - РМЗ-2.136-03 «Stella»
  - РМЗ-2.136-04 «Stella»м
  - РМЗ-2.136-05 «Stella»
  - РМЗ-2.136-07
- РМЗ-2.150 «Stella»

## Історія і характеристики

### «Рига-1»
(1961-1965) Мопед. Двигун -Jawa та Š-50, колеса 19"

### «Гауя»("Рига-2")
(1961-1966) Мотовелосипед. Двигун - Д-4 (одношвидкісний)

### «Рига-3»
(1965-1968) Мопед. Двигун - Š-51, колеса 19"

### «Рига-4»
(1970-1974) Мопед. Двигун - Š-52, колеса 16"

### «Рига-5»
(1966-1971) Легкий мопед, наступник мотовелосипеда «Гауя».
- Двигун - Д-5 (одношвидкісний) двотактний
- Робочий об'єм циліндра - 45 см3
- Потужність - 1,2 л.с.
- Охолодження - зустрічним потоком повітря
- Зчеплення - фрикційне двухдисковое
- Паливо - у відносинах 20:1
- Витрата палива на 100 км - 2 л.
- Ємність паливного бака - 5,5 л.
- Рама - трубчастої конструкції
- Передня вилка - телескопічна
- Сідло - з подушкою з губчастої гуми.
- Розмір шин - 26" Х 2"
- Габаритні розміри в мм:
  - довжина - 1860
  - ширина по керму - 650
  - висота - 1050
- Вага - 36 кг.
- Максимальна швидкість - 40 км/г.

### «Рига-7»
РМЗ-1.407 «Рига-7» (1968-1976) Легкий мопед, наступник «Рига-5».
Двигун - Д-6 (одношвидкісний), ємність паливного бака - 5,5л.

### «Рига-11»
РМЗ-1.411 «Рига-11» (1976-1981) Легкий мопед, наступник «Рига-7».

Двигун - Д-6 (одношвидкісний).

### «Рига-12»
РМЗ-1.412 «Рига-12» (1974-1979) Мопед. Змінено дизайн, потужніший двигун - Š-57

### «Рига-13»
РМЗ-1.413 «Рига-13» (1983-1998) Легкий мопед (одношвидкісний),  рамою закритого типу, наступник «Рига-11».
РМЗ-1.413-02 - мопед с двигуном Д8 або Д8К 
РМЗ-1.413-03 - мопед с двигуном Д8М або Д8Э 
РМЗ-1.413-04 - мопед с двигуном Д8Р 
РМЗ-1.413-05 - мопед с двигуном Д8 або Д8К, додатковими приладдями і декоративними елементами оздоблення.

РМЗ-1.413-06 - мопед с двигуном Д8М або Д8Э, додатковими приладдями і декоративними елементами оздоблення.

### «Рига-16»
РМЗ-2.116 «Рига-16» (1977-1984) Перший мокік Ризького заводу. 

Двигун - Š 58, карбюратор - К60, система запалення - маховиковий генератор Г-420 з високовольтним трансформатором.

### «Рига-22»
РМЗ-2.122 «Рига-22» (1981-1986) Мокік.

### «Рига-24» / «Дельта»
РМЗ-2.124 «Рига-24» «Дельта» (1986-1996) Мокік.
РМЗ-2.124М - с двигуном V-501M

РМЗ-2.124-01М - с двигуном V-50M

РМЗ-2.124-02 - с двигуном V-501M, екіпажна частина з додатковими приладдями і поліпшеним оздобленням.

РМЗ-2.124-03 - с двигуном V-50M

### «Рига-26» (Рига-Mini)
РМЗ-2.126 «Рига-26» «Mini» (1982-1985) Мінімокік. Жорстка задня підвіска, відсутні задні пружинні амортизатори.

РМЗ-2.130 с двигуном V-501.

РМЗ-2.130-01 с двигуном V-50.

### «Stella»
РМЗ-2.134 «Stella», РМЗ-2.136 «Stella», РМЗ-2.150 «Stella».